# Yarrabah
Yarrabah – miasto w Australii, w stanie Queensland, nad Oceanem Spokojnym.